# Thomas Randolph (Dichter)
Thomas Randolph (* 15. Juni 1605 in Newnham-cum-Badby, Northamptonshire; † März 1635 in Blatherwycke, Northamptonshire) war ein englischer Dramatiker und Dichter, der zu den Cavalier poets gezählt wird.
Randolph besuchte die Westminster School und studierte ab 1624 an der University of Cambridge (Trinity College) mit dem Bachelor of Arts 1628 und dem Magister artium 1631. Ebenfalls 1631 wurde er Fellow des Trinity College. Schon als Schüler und Student machte er durch lateinische und englische Gedichte auf sich aufmerksam. 1626 wurde seine Komödie Aristippus or the jovial philosopher in Cambridge aufgeführt (gedruckt 1630 mit seinem The conceited pedlar). Er folgte der Tradition von Ben Jonson und wurde von diesem als einer seiner Sons of Ben anerkannt. 1630 wurde seine satirische Komödie The Muse´s Looking Glass am Salisbury Court Theater aufgeführt. 1632 wurde seine Komödie The jealous lovers vor dem König von Studenten des Trinity College aufgeführt. 1638 wurde sein Pastoral Amyntas or the impossible dowry mit verschiedenen Gedichten in Latein und Englisch gedruckt. Sie wurde 1631 am Hof aufgeführt. Er galt als einer der populärsten Theaterautoren seiner Zeit und wurde als Nachfolger von Jonson als Poet Laureate betrachtet, starb aber schon mit 29 Jahren.
Seine Komödie Aristipp ist über die relativen Vorzüge von Bier (Ale) und Wein (Sack) mit vielen klassischen Anspielungen und unter Verwendung der Aristotelischen Logik.
1638 erschien eine Sammlung seiner Gedichte und Theaterstücke. Ebenfalls postum erschien 1651 seine Komödie Hey for Honesty (nach Der Reichtum von Aristophanes).